# Full HD
，簡稱FHD，即超高畫質。普遍被人們認為HD的下一畫質。定義支援或相容於高畫質訊號的顯示器（面板）或投影機或其他顯示設備等的實際顯示解析度規格為1920 × 1080；或者影像最終呈現的解析度為1920 × 1080。
礙於電子科技裝置不同，HD最低支援為1280 x 720，即720p。而即以1920 × 1080為底居多，即1080p。相關的有電腦顯示器呈現的1920 × 1280，1366 × 768。
與1080p混淆且誤用，兩者定義與規範的內容並不相當；1080p（逐行掃描）使用於註明影像錄製、傳輸、廣播或掃描的格式（形式）；
實務上1080i（隔行掃描（interlaced scan））的影像最終呈現的解析度亦為1920 × 1080。
目前除了藍光光碟（BD）以外，世界各國的高畫質有線或無線傳輸/廣播（如DVB-T等）系統多以1080i為影像傳送/掃描標準。